# Hendea takaka
Hendea takaka är en spindeldjursart som beskrevs av Forster 1968. Hendea takaka ingår i släktet Hendea, och familjen Triaenonychidae. Inga underarter finns listade i Catalogue of Life.